# Бенгела (покрајина)
Бенгела (порт. Benguela), једна је од 18 покрајина у Републици Ангола. Покрајина се налази у централном делу земље и има излаз на Атлантски океан.
Покрајина Бенгела покрива укупну површину од 39.826 km² и има 2.036.662 становника (подаци из 2014. године). Провинција укључује општине: Лобито, Бокојо, Баломбо, Ганда, Кубал, Кајмбамбо, Баја Фарта и Чонгорој.
Највећи град и административни центар покрајине је истоимени град Бенгела.